# Deutsche Staatsbibliothek
La Biblioteca de l'Estat de Berlín (alemany: Staatsbibliothek zu Berlin; Abreviada oficialment com a SBB, col·loquialment Stabi) és una biblioteca de Berlín, Alemanya, propietat de la Prussian Cultural Heritage Foundation. És una de les biblioteques més grans d'Europa i una de les biblioteques de recerca acadèmica més importants del món de parla alemanya. Recull textos, suports i treballs culturals de tots els àmbits de tots els idiomes, de tots els períodes i de tots els països del món, que són d'interès amb finalitats acadèmiques i de recerca. Alguns articles famosos de la seva col·lecció inclouen les il·lustracions bíbliques més antigues del fragment Quala de Itala del segle v, una Bíblia de Gutenberg, la principal col·lecció autògrafa de Goethe, la col·lecció més gran de manuscrits de Johann Sebastian Bach i Wolfgang Amadeus Mozart, i la partitura original de la Simfonia núm. 9 de Ludwig van Beethoven.